# Barbus parablabes
Barbus parablabes е вид лъчеперка от семейство Шаранови (Cyprinidae). Видът не е застрашен от изчезване.

## Разпространение
Разпространен е в Бенин.

## Описание
На дължина достигат до 6,2 cm.